# Zastawno
Zastawno (niem. Schönberg) – wieś w Polsce położona w województwie warmińsko-mazurskim, w powiecie elbląskim, w gminie Młynary.
W latach 1954–1961 wieś należała i była siedzibą gromady Zastawno, po jej zniesieniu w gromadzie Młynary. W latach 1975–1998 miejscowość administracyjnie należała do województwa elbląskiego.
w Zastawnie istnieje Ośrodek Jeździecki oraz Klub jeździecki.

## Zabytki
- Gotycki kościół pw. Najświętszego Serca Pana Jezusa z XIV w., regotyzowany w 1866[3].